# SWLABR
SWLABR est une chanson du groupe britannique Cream issue de leur album Disraeli Gears sorti en 1967. Elle est également sortie en face B du single Sunshine of Your Love. Les paroles sont de Pete Brown sur une musique de Jack Bruce. Une version live est également présente sur BBC Sessions.
Le titre de la chanson est un acronyme soit pour She Walks Like A Bearded Rainbow, (Elle marche tel un arc-en-ciel barbu) soit pour She Was Like A Bearded Rainbow (Elle était tel un arc-en-ciel barbu). Pour Pete Brown, le parolier, il s'agit d'une des chansons de Cream où ressort l'humour british du groupe.

## Musiciens
- Jack Bruce - chant, guitare basse
- Eric Clapton - guitare
- Ginger Baker - batterie, percussions